# Chen Wu
Chen Wu (? - 215) est un officier et guerrier des Wu. Sa bonté et son courage lui ont valu sa renommée. Il est d’abord sous l’autorité de Liu Yao, mais en 195, il le trahit en livrant la ville de Qu’a à Zhou Yu, joignant du même coup les rangs de Sun Ce. Dès lors, il est nommé Commandant et est chargé de diriger l’avant-garde des troupes envoyées contre Xue Li, qu’il attaque avec succès.
Peu après, lors de l’assaut sur Jianye, il tue Zhang Ying alors que ce dernier tente de fuir. Ensuite, Chen Wu incendie la ville de Jingxian et force ainsi Taishi Ci à fuir pour être fait prisonnier. Il est également actif dans l’expédition contre Yan Baihu.
Plus tard, il participe à la bataille de la Falaise rouge en commandant le quatrième escadron naval de soutien à Huang Gai. Il fait ensuite partie de l’embuscade contre Cao Ren qui permet à Liu Bei de prendre possession d’une importante partie de la province de Jing. En l’an 210, lorsque Liu Bei fuit le Sud avec sa femme madame Sun, Chen Wu est envoyé avec Pan Zhang afin de ramener les fugitifs, mais échoue.
Il est ensuite actif lors de la Bataille de Ruxu, et enfin, en l’an 215, lors de la Bataille de Hefei, avec d’autres officiers, il assiste Sun Quan dans la commande du centre de l’armée, mais une fois isolé, se fait tuer au combat par Pang De.